# Iraque nos Jogos Paralímpicos de Verão de 2004
Iraque participou dos Jogos Paralímpicos de Verão de 2004, que foram realizados na cidade de Atenas, na Grécia, entre os dias 17 e 28 de setembro de 2004.
A delegação iraquiana, com oito integrantes, conquista duas medalhas (1 ouro, 1 bronze) e terminou na sexagésima sexta posição no quadro de medalhas.